# Polygonia erebina
Polygonia erebina är en fjärilsart som beskrevs av Charles Oberthür. Polygonia erebina ingår i släktet Polygonia och familjen praktfjärilar. Inga underarter finns listade i Catalogue of Life.